# 飛黃騰達6
飛黃騰達6為《飛黃騰達》的第六輯，2007年1月7日至4月22日於美國NBC頻道播出。香港無綫電視明珠台於2007年3月3日至6月2日播放。

## 第六輯的不同之處
與飛黃騰達前五輯不同的是，這輯節目不在紐約市進行，會移師至南加州的洛杉磯為比賽舞臺。
由這輯開始，杜林普的女兒Ivanka Trump(伊凡卡)將會取代Carolyn Kepcher(已被解僱)為首席評判。
在這輯中，勝出的隊伍可入住豪華住宅，而落敗的隊伍則被罰住在戶外的帳篷。同時，勝出隊伍的項目經理將會成為下一任務的項目經理，直至他落敗為止。他也可在會議室中協助杜林普一起開除落敗隊伍的隊員。而被炒的參賽者將會改搭私家車，而不會再乘搭的士。

## 應徵者
註：括號內的中文名字為香港（明珠台）譯名
| Team 1        | Team 2       |
| ------------- | ------------ |
| 動力(Kinetic) | 飛箭(Arrows) |

| 參賽者姓名                                  | 年齡 | 出生地                      | 結果                   |
| ------------------------------------------- | ---- | --------------------------- | ---------------------- |
| Stefani Schaeffer(斯蒂芬妮) - 辯護律師      | 32   | 洛杉矶                      | 被僱用                 |
| James Sun(湛斯) - 網絡公司持有人            | 29   | 西雅圖                      | 在結局中被解僱（次輪） |
| Nicole D'Ambrosio(妮可) - 房地產經紀人      | 25   | 芝加哥                      | 在結局中被解僱（首輪） |
| Frank Lombardi(法蘭) - 房地產發展商         | 27   | 紐約市                      | 在結局中被解僱（首輪） |
| Kristine Lefebvre(姬絲汀) - 特許律師        | 37   | 洛杉矶                      | 第十二週被解僱         |
| Heidi Androl(海迪) - 銷售經理               | 26   | 聖塔莫尼卡                  | 第十二週被解僱         |
| Tim Urban(添) - 私人教師公司持有人          | 24   | 波士頓                      | 第十一週被解僱         |
| Angela Ruggiero(安琪拉) - 奧林匹克運動員    | 26   | 蠔灣                        | 第十週被解僱           |
| Muna Heaven(慕娜) - 家庭糾紛訴訟律師        | 28   | Matawan                     | 第九週被解僱           |
| Surya Yalamanchili(索亞) - 品牌經理         | 24   | 辛辛纳提                    | 第八週被解僱           |
| Jenn Hoffman(珍) - 公法學家                 | 26   | 鳳凰城                      | 第七週被解僱           |
| Derek Arteta(戴歷) - 娛樂事業律師           | 34   | 洛杉磯                      | 第七週被解僱           |
| Aimee Trottier(愛媚) - 外科手術用品營業代表 | 32   | 芝加哥                      | 第六週被解僱           |
| Aaron Altscher(亞倫) - 房地產經紀人         | 25   | 弗雷德里克斯堡 (維吉尼亞州) | 第五週被解僱           |
| Marisa DeMato(馬莉莎) - 集體訴訟律師        | 28   | 威靈頓                      | 第四週被解僱           |
| Michelle Sorro(美瑞) - 房地產顧問           | 34   | 洛杉磯                      | 第三週辭職             |
| Carey Sherrell(卡里) - 市場企業持有人         | 25   | 亞特蘭大                    | 第二週被解僱           |
| Martin Clarke(馬丁) - 律師/教授             | 37   | 亞特蘭大                    | 第一週被解僱           |

## 每週概要

### 第一週 - To Have and Have Not
- 美國播映日期：2007年1月7日
- 明珠台播映日期：2007年3月3日
- 前言： 參賽者需先在空地搭起帳篷，以及決定那兩位參賽者成為第一個任務的項目經理。每隊組員由該組的項目經理選出。
- 主辦公司：沒有
- 任務： 每組需在洗車店工作一日，組員可用任何方法賺取最大營業額。
- 動力隊項目經理：海迪
- 飛箭隊項目經理：法蘭
- 勝出: 動力
  - 勝出原因： 組員利用硬紙板宣傳，以及為光顧洗車的顧客提供免費午餐（熱狗及梳打）。他們在荷李活西部替客人洗車，得到地理上的優勢，以及用脫了上衣的男子拿著宣傳牌吸引顧客。
  - 獎勵：在高級餐廳Spago與沃夫甘·帕克（Wolfgang Puck），杜林普，梅蘭妮亞（Melania Trump）及伊凡卡共晉晚餐。
- 落敗：飛箭
  - 落敗原因：法蘭與另一名隊員離開了隊伍嘗試去製造標誌，令餘下的隊員缺乏人手。而法蘭定下的基本洗車價錢（$10）可能太低，令他們的收入比動力少$120。在片段中，馬丁像沒有甚麼貢獻。
  - 任務完結: 飛箭要搭起第二個帳篷以作住宿。
  - 進入「最後會議室」的應徵者: 法蘭，馬丁，添
  - 裁決： 杜林普說添不必為落敗負責，命他回到帳篷中。大部分飛箭的組員認為雖然法蘭沒有定下精明的判斷，但他對比賽有動力和熱誠。馬丁被指令人討厭及沒有貢獻。
    - 伊凡卡指出馬丁沒有能力與別人合作，加上由於節目初數個不專業的錯誤，令她不感到馬丁能於這樣的環境下工作。杜林普也同意伊凡卡的話。
- 被解僱： 馬丁。杜林普指法蘭與馬丁皆有差勁的表現並犯下失敗的致命傷，但馬丁比較適合當教授／律師多於為他的公司工作。
  - 會後報告: 杜林普說開除法蘭還是馬丁是飛黃騰達節目中最難下的決定之一。
- 特別事項：
  - 第六輯的首集長約90分鐘。全集的內容可瀏覽雅虎飛黃騰達網站.
  - 雖然於首集兩隊的名稱是來自各自項目經理的姓名，但於開場片段中已公佈了「飛箭」及「動力」兩個隊名。
    - 動力，於首集被稱為「海迪隊」。
    - 飛箭，於首集被稱為「法蘭隊」。

### 第二週 - Pink is the New Black
- 美國播映日期：2007年1月14日
- 明珠台播映日期：2007年3月10日
- 主辦公司：Trina Turk （页面存档备份，存于）
- 任務： 為Trina Turk設計出一組泳裝（三套男裝，三套女裝）。在時裝秀中銷售泳裝收入最多的隊伍獲勝。
- 動力隊項目經理：海迪
- 飛箭隊項目經理：妮可
- 勝出：動力
  - 勝出原因：他們較傳統的設計得到買家的認同，加上飛箭隊失誤，以致動力隊勝出。他們賺取了$20,011。
  - 獎勵：與Playboy創辦人Hugh Hefner會面並與他的玩伴女郎一同參與派對。
  - 首次：杜林普承諾，所有動力隊員不必參與第三次任務。
- 落敗：飛箭
  - 落敗原因：卡於男裝中設計了一款粉紅色的貼身短泳褲給同性戀男子，並由他親身於時裝秀中演繹。結果所有買家均認為他們的男裝不夠強，只喜歡其中一套。飛箭的總收入為$19,616。
  - 進入「最後會議室」的應徵者：妮可、卡里、美瑞
  - 裁決：妮可說卡里的設計沒有得到大部分隊員的認同，亦未能迎合大眾市場。但其他組員說妮可已通過卡里的設計。卡里為自己辯護說：「粉紅將是新的黑色。」（"Pink is the new black" ），並說妮可管理能力差勁。
- 被解僱： 卡。他設計上的錯誤是整隊輸掉的主要原因。
  - 杜特普允許卡保留那條粉紅色貼身泳褲。
  - 妮可不需為落敗負責，因為她鼓勵了隊伍，保持製作進度及令隊伍更團結。
  - 雖然美瑞進入「最後會議室」，但她不必為落敗負責任。
- 特別事項：
  - 這集當中戴歷和卡里都表明自己同性戀的身份。
  - 第二集內容可瀏覽這裡

### 第三週 - Hollywood or Bussed
- 美國播映日期：2007年1月21日
- 明珠台播映日期：2007年3月17日
- 前言
  - 動力隊在本週不用參與任務，故可在酒店休息。
  - 飛箭被分為兩隊，分別以阿倫和美瑞為項目經理並挑選組員。阿倫隊隊員有湛斯和史蒂芬妮，美瑞隊隊員有妮可，法蘭和添。
- 主辦公司：Starline Tours of Hollywood （页面存档备份，存于）
- 任務：每隊需要設計一個獨特的好萊塢公車遊。乘容滿意指數最高的隊伍為勝方。
- 阿倫隊項目經理：阿倫
- 美瑞隊項目經理：美瑞
- 勝出隊伍：阿倫隊
  - 勝出原因：利用洛杉磯湖人啦啦隊吸引人潮，而且在事前規劃完整的旅程，並為乘客提供水和點心。 他們得到82%的滿意指數。
  - 獎勵: 沒有；因為動力隊已佔據了大宅，故阿倫隊仍要住在帳篷內。但阿倫仍可參與「最後的會議室」協助杜特普作決定。
- 落敗隊伍：美瑞隊
  - 落敗原因：隊伍規劃的行程並不吸引。他們的滿意指數為58%。
  - 進入「最後會議室」的應徵者： 沒有
    - 原因： 美瑞於公布任務結果後決定辭職，杜特普覺得美瑞已為該次任務失敗負上重大責任，於是決定取消最後會議室。
- 退出：美瑞。雖然杜林普指美瑞絕對下了錯誤的決定，但是仍接受了她的請辭。
- 特別事項：
  - 兩隊子隊沒有特別的隊名，只是以項目經理的姓名作辨別。
  - 這是飛黃騰達啟播以來，第二次有參賽者辭職。第一次在第三輯。
  - 這是小當奴·杜特普（Donald Trump Jr.）在這輯中，第一次在會議室上陣。
  - 本集內容可見這裡

### 第四週 - Drive-Thru Duel
- 美國播映日期：2007年1月28日
- 明珠台播映日期：2007年3月24日
- 前言：
  - 杜林普要求動力隊找一個人到飛箭以平衡人手。索亞、愛媚及馬莉莎都自願到飛箭。後來飛箭決定要求索亞作為新組員。
  - 第五輯徒弟尚恩·亞茲貝克（Sean Yazbeck）取代伊凡卡，第一次為該週任務的評判。
- 主辦公司：El Pollo Loco[1]
- 任務: 為El Pollo Loco的菜單上創造出一個新產品，並花一天推廣。該新產品的銷售額最高的一隊勝出。
- 飛箭隊項目經理： 阿倫
- 動力隊項目經理： 海迪
- 勝出： 飛箭
  - 勝出原因： 飛箭隊用氣球和標語布置店面，並派了添與法蘭到一間公司作推廣，結果該老闆為員工訂了23份產品。他們的銷售額為$488。
  - 獎勵： 參與Andrea Bocelli在沙灘上的私人演出和煙火秀。
- 落敗隊伍： 動力
  - 落敗原因： 動力幾乎沒有做行銷推廣的動作。杜特普更指他們設計的菜餚外觀不討好。動力的銷售額為$314。
  - 進入「最後會議室」的應徵者： 海迪，馬莉莎，愛媚
    - 裁決： 馬莉莎被組員說只有一個宣傳策略 — 找兩個人穿上公雞服飾宣傳他們的新產品。尚恩指動力是因市場策略問題而輸掉，馬莉莎就是負責這方面的。
- 被解僱： 馬莉莎。動力隊說她是最弱的一位。他們更一致地指馬莉莎不聽他人意見和常打斷人家話柄。 
  - 杜林普說開除馬莉莎是一個艱難的決定。他說會像首三季般聽從隊員的意見去開除參賽者。
- 特別事項：
  - 本集內容可見這裡
  - 添與妮可的關係於本集漸見微妙。

### 第五週 - To Bee or Not to Bee
- 美國播映日期：2007年2月11日
- 明珠台播映日期：2007年3月31日
- 前言:
  - 尚恩·亞茲貝克再度取代伊凡卡為該週任務的評判。
  - 杜林普因公事沒有參與公佈結果和獎賞，只有在會議室中出席。
- 主辦公司： 純蜂蜜（Sue Bee Honey （页面存档备份，存于））及華夫超級市場（Ralphs Supermarket）
- 任務： 去收採、包裝及於超級市場內售買蜂蜜。銷售額最高的隊伍為勝方。
  - 重點： 兩隊須於蜜蜂群中採取蜂蜜作售買。動力隊在途中碰壁，令部分蜂蜜不能順利上架。而飛箭隊則面對不夠蜂蜜的問題。
    - 戴歷在收採時被蜜蜂螫到。
- 動力隊項目經理： 愛媚
- 飛箭隊項目經理： 阿倫
- 勝出： 動力
  - 勝出原因： 動力隊擁有良好市場策略，戴歷穿上了採蜜服飾宣傳，奧林匹克運動員安琪拉提出了「奧林匹克金牌蜂蜜」的口號，他們也於超級市場外貼上由愛媚製作的「今天是蜂蜜日（Today is HONEY DAY）」標語。每瓶蜂蜜的價錢$4.99，而兩瓶則售$5。他們合共售出345瓶蜂蜜，收入為$836.48。
  - 獎勵： 與籃球傳奇人物賈霸、詹姆斯·沃西（James Worthy）、洛杉磯湖人隊領隊菲爾·傑克遜及球員布萊恩·庫克（Brian Cook）對戰。
- 落敗隊伍： 飛箭
  - 落敗原因： 阿倫作為項目經理表現不佳，幾乎沒有宣傳策略可言（阿倫指這是索亞的工作），而添與妮可的躉售也不可行。他們的推廣是買二瓶蜂蜜多送一瓶。最後買出217瓶，收入為$775.48。
- 會議室前： 戴歷請求愛媚於會議室內助索亞一把。
- 會議室前段： 法蘭向所有人，包括杜林普公開了妮可與添發展中的感情。
  - 進入「最後會議室」的應徵者： 阿倫，索亞，妮可
    - 裁決： 阿倫公開了索亞為寶潔公司的品牌經理，指因為飛箭隊欠缺市場策略，故負責宣傳的他應為落敗負上責任。杜林普指阿倫於一週前的會議室不投入，杜林普亦與索亞一同指出阿倫數個失誤。雖然妮可被帶到最後會議室，但因為她已在躉售時盡力而不須負上責任。
- 被解僱： 阿倫。因為他不自覺地把任務留給隊員負責、欠缺領導才能、策略差勁及於超級市場沒有協助隊員銷售。
  - 索亞的表現也不佳，但杜林普決定給他一個機會。
- 特別事項：
  - 除非杜林普禁止，否則兩隊可以從分開大宅和帳篷的籬笆中交談。
  - 本集內容可見這裡.

### 第六週 - Travel Sweepstakes Smackdown
- 美國播映日期：2007年2月18日
- 明珠台播映日期：2007年4月7日
- 前言： 索亞被會議室中阿倫的謊話激怒，他決定成為下一次任務的項目經理。動力隊及飛箭隊到達洛杉磯國際機場接受新的任務。
- 主辦公司：Priceline.com
- 任務： 他們要於西田購物中心（Westfield Shoppingtown）設立攤檔，邀請顧客到Priceline.com註冊。兩小時內得到最多註冊者為勝方。
  - 評判: 兩位Priceline.com行政人員在本任務首部分監察兩隊。
- 動力隊項目經理： 愛媚
- 飛箭隊項目經理： 索亞
- 任務開始前夕： Priceline.com行政人員給予杜特普意見後，小當奴·杜林普取代他們負責監察兩隊表現。
- 勝出隊伍： 飛箭
  - 勝出原因： 部分組員（特別是法蘭）十分進取地邀請顧客到他們的攤檔。他們得到359人註冊。
  - 獎勵： 得到莉薩·安德森（Lisa Andersen）於聖塔莫尼卡私人教授衝浪和到GladStones （页面存档备份，存于）享受早午餐。
    - 首次： 妮可在學習衝浪時被海星刺傷腳踝，添為送她到醫院而缺席了到GladStones的早午餐。這令他倆感情加深，及後於泳池旁做出親密的行為。
- 落敗隊伍： 動力
  - 落敗原因： 戴歷與珍被告知該商場有近一半西班牙籍的顧客，但他們沒有告訴愛媚，因為他們認為這是顯而易見的。但最後動力隊因沒有為這些西班牙人作準備，只得慕娜與戴歷能為這群顧客解釋而影響成績。他們只有326人註冊。
  - 進入「最後會議室」的應徵者： 愛媚，戴歷，珍
    - 裁決： 杜林普指愛媚不認識該商場的人口分佈，戴歷與珍不告訴愛媚有關西班牙籍顧客之事，愛媚不聽隊員意見及欠缺領導才能。
- 被解僱： 愛媚。她不了解該商場人口分佈和不聽隊員建議。
- 特別事項：
  - 這是第一次有贊助商負責監察兩隊表現。
  - 本集內容可見這裡

### 第七週 - Life in the Luxury Lane
- 美國播映日期：2007年3月4日
- 明珠台播映日期：2007年4月14日
- 前言： 第四輯徒弟蘭鐸（Randal Pinkett）為該週的評判
- 主辦公司：凌志
- 任務： 兩隊要向凌志的尊貴客戶介紹最新型號LS 460。客戶評分成績最好者為勝方。
- 動力項目經理： 珍
- 飛箭項目經理： 索亞
- 勝出隊伍： 飛箭
  - 勝出原因 他們以奢華為宣傳主題，並容許客戶了解LS 460的特色或嘗試駕駛一下。飛箭得到94分的佳績（100分為滿分）。
  - 獎勵： 與史諾普·道格（Snoop Dogg）一起創作饒舌歌曲。
    - 只有湛斯與法蘭有參與創作，項目經理索亞卻只坐在一旁看他們說唱。
- 落敗隊伍： 動力
  - 落敗原因： 他們以高卡車和魔術師招攬人群，但這不配合凌志的形象。他們的發表會也不可靠和充滿錯誤，也以不恰當的方法宣傳凌志。動力隊的評分是84分。 
    - 蘭鐸說以高卡車作宣傳是一個大錯誤。

  - 進入「最後會議室」的應徵者：沒有
    - 裁決： 杜林普說不想浪費時間。儘管珍得到隊員的尊重，但她必須為落敗負責任。
- 被解僱： 戴歷與珍。戴歷於最後會議室前笑說自己是窮鬼白人（white trash），引起杜林普不滿。而珍因為下了錯誤的決定，同意像高卡車這樣差勁的意見。
  - 當珍被解僱後，杜林普說他對安琪拉欠佳的表現感到不悅。
- 特別事項：
  - 這是第一次有參賽者在會議室中途被解僱。
  - 本集內容可見這裡 （页面存档备份，存于）

### 第八週 - Bend It Like Donald
- 美國播映日期：2007年3月11日
- 明珠台播映日期：2007年4月21日
- 前言：姬絲蒂發現動力隊像已崩潰，為了令自己、慕娜、海迪及安琪拉成為最後四強，她決定成為項目經理，令動力隊重拾勝利。
- 主辦公司: 健安喜（GNC）
- 任務： 每隊需在足球比賽當中舉辦一個半小時的節目來推廣健安喜的產品。由健安喜的副市場部總裁來決定獲勝的隊伍。
  - 這是2006年6月24日世界盃中洛杉磯銀河對休斯頓·迪納摩（Houston Dynamo）的賽事。
  - 據在場人士報導，群眾須舉起色牌表示較喜歡那一隊，但兩隊也不太被受落。
  - 第一季勝出者比爾‧蘭西克（英语：Bill Rancic）暫代伊凡卡成為評審。
- 動力隊專案經理： 姬絲蒂
- 飛箭隊專案經理： 索亞
- 任務重點： 慕娜抨擊姬絲蒂的表現。而索亞也漸漸失去隊員的尊重。
- 獲勝隊伍： 動力
  - 獲勝原因： 動力在推銷品牌上較為貼近並且獲得廣大歡迎。
  - 獎賞： 與杜林普及泰勒梅（TaylorMade）高爾夫球公司總裁馬克·金（Mark King）於杜林普高爾夫球會（Trump National Golf Club Los Angeles）一同打高爾夫球。此外，他們更得到泰勒梅贈送的高爾夫球用具。
    - 杜林普說安琪拉打高爾夫球打得非常好，因為她擁有打曲棍球的經驗。他也很意外動力隊所有的女孩子打球也不錯，杜林普說相較於第五季給予獲勝隊伍打高爾夫球的獎賞而言，表現好太多了。
- 落敗隊伍： 飛箭
  - 落敗原因： 飛箭並沒有充份的推廣，而且以一個太複雜的故事宣傳。
  - 會議室前夕： 索亞在灌木叢當中向安琪拉和慕娜表示很後悔離開動力。
  - 會議室中： 雖然索亞以自己在飛箭獲勝過的紀錄替自己辯護，但飛箭指索亞需為落敗負責。
  - 進入「最後會議室」的應徵者： 索亞，湛斯，添
    - 裁決： 索亞表示自己是一個很好的跟隨者，但杜林普說他的學徒應是個領導者而非跟隨者。添因負責創作宣傳意念，所以被帶進會議室。索亞覺得湛斯是一個騙子，因為他質疑湛斯反對自己隊伍的作法，索亞認為這是不忠誠的。
    - 比爾指湛斯經常為求自保而在最後一刻轉變計劃。
- 被解僱： 索亞。杜林普認為他的學徒應是一個好的領導者，聆聽者和問題解決者。
  - 杜林普相信這是很難下的決定，因為所有隊員都把矛頭指向索亞。但杜林普說索亞經過這些磨練後，將來必得到很大的成就。
  - 索亞說百分之九十五的時間，他在飛箭都像個局外人。他更說這節目證明了最好的人不一定經常勝出。
- 特別事項：
  - 這是比爾第一次出現在這季中。
  - 本集內容可見這裡

### 第九週- Soap Gets In Your Eyes
- 美國播映日期：2007年3月18日
- 明珠台播映日期：2007年4月28日
- 前言： 湛斯相信他要成為項目經理，因為「要不不幹，要幹就現在幹（Now or never）」
- 主辦公司：Dial Soap公司
- 任務： 兩隊需為該公司的浴室清潔劑製作一段網上劇集。由Dial Soap公司高層決定勝方。
- 動力隊項目經理 姬絲蒂
- 飛箭隊項目經理： 湛斯
- 勝出隊伍： 飛箭
  - 勝出原因： 雖然飛箭隊的劇集故事情節薄弱及懸疑性不強，但清淅地介紹了清潔劑的功效。於這裡觀看飛箭隊製作的故事。
  - 獎勵 乘坐由Blue Star Jets （页面存档备份，存于）提供的私人航班到沙加緬度與阿諾·施瓦辛格茶聚及聆聽他的成功經歷。
- 落敗隊伍： 動力隊
  - 落敗原因： 雖然動力隊製造了一個緊張懸疑的故事，可是由於慕娜的口音，他們不能取得足夠的資訊。動力隊解釋因不能明白慕娜在說什麼，而要剪去許多與此品牌有關的鏡頭。要看動力隊的劇集，可到這裡。
- 會議室前夕： 慕娜於進入會議室前閱讀聖經，而姬絲蒂在看杜林普的著作《杜林普:交易的藝術》。姬絲蒂說慕娜不應看聖經，因為會議室中下決定的不是上帝。而Dial Soap公司的人員與杜林普談話時說不能指出誰應該被開除，因為在劇集中只能看到海迪與慕娜在演出。但其中一名高層人士說負責導演的人應為落敗負上責任，因為她應該看到顧客能否明白該故事。
  - 進入「最後會議室」的應徵者：沒有
    - 會議室危機： 慕娜問海迪會留下她還是姬絲蒂在隊中。海迪猶豫地選了姬絲蒂。
- 被解僱： 慕娜。戲中慕娜大部分的對白都是不清淅的和難以明白的。
  - 杜林普指姬絲蒂不應於拍攝劇集早段離開了，但她整體對隊伍的貢獻令他猶豫該開除她還是慕娜。慕娜問了她的隊員誰不該被解僱，海迪與安琪拉皆選了姬絲蒂。
- 特別事項：
  - 慕娜被解僱後，海迪說於姬絲蒂與慕娜中作選擇是她做過最困難的事情。
  - 本集內容可見這裡.

### 第十週 - Girls on Rollerskates
- 美國播映日期：2007年3月25日
- 明珠台播映日期：2007年5月5日
- 前言： 杜林普命令湛斯派一名隊員到動力隊。由於沒有自願者，湛斯要決定派誰離開。他說史蒂芬妮與法蘭對他很有價值，所以他選了妮可。妮可感到湛斯在針對她，她說她會做任何事向湛斯證明這是個錯誤的決定。而被分隔於兩隊的添與妮可於本集屢次在樹叢中對談。兩隊於中國戲院（Grauman's Chinese Theatre）會見杜林普及伊凡卡。
- 主辦公司： 環球影城
- 任務： 兩隊要以Adwalker推銷環球影城主題公園的優先證及折扣證。銷售額最高的隊伍勝出。
  - 湛斯指這是第六季首個兩隊於同一地點比賽的任務。
- 動力隊任務經理： 安琪拉
- 飛箭隊任務經理： 湛斯
- 勝出隊伍： 飛箭
  - 勝出原因： 飛箭隊在主題公園入口設了一個固定的檔口，並以瓶裝水作贈品送給顧客。他們也向有意到動力隊購買的顧客兜售，並成功地搶去他們的交易。他們賺取了$32,000。
  - 獎賞： 在私人直升機於洛杉磯上空遊覽
- 落敗隊伍： 動力
  - 落敗原因： 動力隊的隊員用美色及以滾軸溜冰變得流動來招攬顧客。他們沒有招牌，欠缺銷售策略及不夠飛箭隊進取地兜售。他們的銷售額比飛箭隊少大約$7,000。
    - 當動力隊在構思策略時，妮可正確地預測飛箭隊會以大招牌作銷售，最後引致她們想到使用滾軸溜冰去針對飛箭隊這個策略。
- 會議室前夕： 湛斯說他會針對想出滾軸溜冰這計劃的人（即妮可），添透過樹叢將之告訴妮可。這令飛箭隊認為添不忠誠。
  - 裁決： 得知賽果後，動力隊對飛箭隊「盜客」的行為感到不滿，但杜林普說這是商業社會中常見的。安琪拉雖然繼續為自己辦護，但亦承認這不足以構成$7,000的差距。
    - 安琪拉指出是妮可想出滾軸溜冰計劃的。
    - 湛斯說妮可是飛箭隊中最弱的。

  - 進入「最後會議室」的應徵者： 沒有
- 被解僱：安琪拉。她欠缺領導技巧，以及沒有適當地為自己辯護。杜林普最終指安琪拉需要為落敗負上責任，因為他不能開除其他人。
  - 會議室之後： 妮可向杜林普要求把添轉到動力隊，但杜林普說添不忠誠及妮可應該與他分手。
- 特別事項：
  - 本集內容可見這裡

### 第十一週- Shut Your Smartmouth
- 美國播映日期：2007年4月1日
- 明珠台播映日期：2007年5月12日
- 前言： 於安琪拉被開除前，添的忠誠已被隊員質疑。
- 主辦公司：SmartMouth
- 任務： 兩隊要為SmartMouth漱口水設計一份隨洛杉磯時報出售的特刊。他們會得到攝影師及印刷人員的協助。SmartMouth的高層人員會決定那隊勝出。
- 動力隊任務經理： 海迪
- 飛箭隊任務經理： 湛斯
- 勝出隊伍：動力
  - 勝出原因： 她們的特刊外形吸引，內容著重於產品的功用，簡單而清淅。
  - 獎賞： SmartMouth以動力隊的作品作為於洛姬絲蒂的丈夫，海迪的母親及妮可的母親到大宅探望她們。姬絲蒂的丈夫—洛杉磯名廚之一Ludovic Lefebvre （页面存档备份，存于）[2]更為她們準備餐膳。
    - 這是海迪的母親首次到加州。
- 落敗隊伍：飛箭
  - 落敗原因： 他們的特刊複雜而沒有效用。首頁的人像疲累多於需要漱口，而內頁的科學圖表難以令讀者明白。
- 會議室前夕： 添透過樹叢跟妮可及其母親會面，妮可說她母親是她遇過最忠誠的人。後來，妮可問她母親有關她與添的事情，她的母親說妮可應集中在任務上。另外，SmartMouth的高層人員說湛斯是一個好的領袖，而斯蒂芬妮則擁有自信及把自己推銷得很好。
  - 截決： 杜林普要求飛箭隊比較兩隊的廣告。他說湛斯與斯蒂芬妮都不需為落敗負上責任。法蘭在任務中犯了數個錯誤，而添被湛斯指責不忠誠。當湛斯被問到希望留下添還是法蘭時，他選了後者。
  - 進入「最後會議室」的應徵者：沒有
- 被解僱： 添。因為他對隊伍不忠誠，以及被他與妮可的感情影響工作表現。
  - 杜林普指飛箭隊所有人這次任務都表現得很差勁。
- 特別事項：
  - 本集內容可見這裡

### 第十二週 - Las Vegas, Baby!
- 美國播映日期：2007年4月8日
- 明珠台播映日期：2007年5月19日
- 前言： 杜林普公佈湛斯、斯蒂芬妮與法蘭可以搬進大宅，他亦交代最後六強自行分成三組，並且再沒有任何項目經理，及沒有人要搬進帳篷。 （页面存档备份，存于）
  - 三隊分為：湛斯與斯蒂芬妮、姬絲蒂與妮可、海迪與法蘭。
  - 姬絲蒂認為因為她倆經常合作，以致她的才華一直被海迪遮蔽。為了向杜林普證明自己的能力，她選了和妮可一組。
  - 海迪和法蘭均為第一週的項目經理。
- 主辦公司：沒有 - 推廣杜林普集團洛杉磯國際酒店及中心
- 任務： 每隊需準備宣傳物料去推銷洛杉磯國際酒店及中心即將興建的第二期獨立公寓。隊伍可到示範單位參觀及得到平面設計師的協助。杜林普將決定誰會勝出並能繼續比賽，以及誰會被開除。
  - 小當奴·杜林普將協助父親作評審。
  - 杜林普說他會開除表現最差的一隊。
- 勝出的隊伍：湛斯與斯蒂芬妮
  - 成功原因： 湛斯與斯蒂芬妮是第一隊向杜林普推銷的隊伍，杜林普指其表現相當優秀，認為其他隊伍難以把他們擊倒。他們的主題為「奢華的高度」（The Height of Luxury）。他們發表後，海迪說她完全被說服了。
- 獎勵：沒有獎勵，但湛斯與斯蒂芬妮被保證不會於本週被開除。
- 落敗的隊伍：姬絲蒂與妮可、海迪與法蘭
  - 姬絲蒂與妮可失敗原因： 妮可開啟簡報時遇上困難，引致杜林普要求湛斯協助她。她們的主題是「拉斯维加斯变黄金」（Las Vegas is Turning Gold）。杜林普發現了姬絲蒂與妮可小冊子的聯絡電話與湛斯與斯蒂芬妮的不同，他請湛斯與妮可到會議室外查清。經過核對後，他們發現湛斯與斯蒂芬妮的聯絡電話才是正確的。
    - 杜林普指寫錯電話號碼是一個重大的錯誤。姬絲蒂承認是她犯了這個錯。
    - 當妮可在會議室外核對電話時，姬絲蒂向杜林普說妮可只顧睡覺，沒有協助她做小冊子。姬絲蒂在拍檔背後說壞話的行為，顯露出她不合群的缺點。而姬絲蒂選擇妮可作拍檔的原因只為了成為隊中的星級成員。

  - 海迪與法蘭失敗原因： 法蘭與海迪拍攝的片段沒有任何銷售重點，海迪在播放片段前的兩分鐘介紹說得結結巴巴，也沒有提及任何主題。他們的小冊子沒有任何圖片，只有冗長的文字。杜林普把它與沒人會願意閱讀的書本作比較。海迪在這個任務中像失去了自信。當杜林普問及他們宣傳的主題，海迪最初說是「世界級奢華」（World Class Luxury），後來改說是「世界級優雅」（World Class Amenities）。然而，整個宣傳中也沒有清晰地表達這個主題。
    - 法蘭指控海迪的話在推卸責任，對杜林普父子說謊。海迪辨解說小冊子在進會議室前15分鐘才完成。
    - 小當奴說海迪的話自相矛盾。

  - 改變主意： 由於姬絲蒂與妮可及海迪與法蘭的表現均不佳，杜林普決定在每隊中開除一名需為落敗負責任的人。
- 被解僱： 海迪與姬絲蒂。前者在會議室中不誠實，後者弄錯了電話號碼。
  - 海迪指這次任務是自己事業中最大的失敗，她說如果杜林普決定只因這次任務而開除她，她會絕對同意。接著，杜林普即時開除了海迪。在沒有預告下，杜林普隨即開除了姬絲蒂。姬絲蒂說自己沒有辯護的機會，但杜林普指她弄錯了電話號碼這個重大錯誤足以令她被開除。
    - 首次出現： 杜林普在姬絲蒂未有在會議桌前向她辯解而向她喊道「你被開除了！」。
- 最後四強：
  - 動力隊最後兩名隊員被開除。因此，這是六季中首次最後四強都來自同一隊。
  - 斯蒂芬妮是首名沒有當過項目經理而晉身最後四強的參賽者。
- 特別事項：
  - 本集內容可見這裡.
  - 被開除後，姬絲蒂答應為Playboy雜誌擔任模特兒，這期雜誌於2007年6月出版。

### 第十三週- The Final Task
- 美國播映日期： 2007年4月15日
- 明珠台播映日期：2007年5月26日
- 前言： 杜林普及他的兒子小當奴指示湛斯、斯蒂芬妮、法蘭與妮可到比佛利山莊酒店會見4位前任學徒—棋(Kelly)、康雅、蘭鐸與尚恩(Sean)
  - 第一輯徒弟標因公務緣故未能參與是次最後任務
  - 棋要求最後四強分為兩隊，並挑選兩名前參賽者於最後任務協助他們。
    - 湛斯與斯蒂芬妮選了安琪拉和阿倫，而法蘭與妮可選了添與索亞。
- 主辦公司： 蕊麗
- 任務： 兩隊需為蕊麗製作一段60秒的電視廣告，電視廣告會在劇院中播放。
- 高層的意見： 蕊麗的高層人士指湛斯與斯蒂芬妮的隊伍合作得很好，並彌補了對方的缺點。另一方面，法蘭接管了任務，而妮可像留守在幕後工作。他們說法蘭工作時十分努力。
- 特別之處：
  - 杜林普在任務前說這個任務沒有任何勝方和敗方。
  - 完成任務後，杜林普要求參賽者回家，及於現場直播的最後一集回去，屆時他將聘請他的學徒。
- 特別事項：
  - 因為任務中沒有項目經理，所以兩隊的名字只是「湛斯與斯蒂芬妮」及「法蘭與妮可」。然而，在湛斯與斯蒂芬妮的剪接室中出現了飛箭隊的標誌，法蘭與妮可的剪接室出現了動力隊的標誌。
  - 本集內容請參見這裡 （页面存档备份，存于）

### 第十四週 - Decision Time
- 美國播映日期：2007年4月22日
- 明珠台播映日期：2007年6月2日
  - 本輯飛黃騰達的最後一集會在荷里活露天劇場舉行，並在電視中現場直播。杜林普將聘請他的第六位學徒。
  - 這是杜林普第一次從四位參賽者中選擇學徒。
- 學徒的工作： 杜林普給予四位參賽者選擇勝出後擔任監察於多明尼加還是阿特蘭大杜林普大廈的工作。斯蒂芬妮及妮可選了前者，而湛斯及法蘭則選了後者。
- 首輪被開除：法蘭及妮可。法蘭聘請了不喜歡他的索亞，而妮可被開除是因為她與添的辦公室戀情，加上杜林普說他較喜歡湛斯和斯蒂芬妮的廣告。
- 最後兩強：湛斯、斯蒂芬妮
  - 特別嘉賓： 喬治·羅斯到場評論最後兩強。 
    - 喬治指湛斯有時會迷失重點，而斯蒂芬妮沒有成為項目經理展露領導才能。

  - 美國偶像的笑話：索亞建議杜林普聘請美國偶像的辛扎雅·馬拉卡。
  - 參賽者的建議：海迪與姬絲蒂建議杜林普聘請斯蒂芬妮，而阿倫則推薦湛斯。
- 次輪被開除：湛斯。杜林普指湛斯有點東西惱怒了他，但卻沒有指明是甚麼事情。
- 獲聘用：斯蒂芬妮。雖然她沒有嘗試成為項目經理，但斯蒂芬妮得到很多人的尊敬。她從不在杜林普面前邀功，但也沒有犯過甚麼重大的過失。 
  - 沒有人指出杜林普這季的連任制度令參賽者較難成為項目經理，雖然成為項目經理不是勝出的主要因素。
  - 任務： 斯蒂芬妮獲得年薪逾25萬美元的1年合約，負責監察杜林普集團於多明尼加的計劃。
- 特別事項：
  - 斯蒂芬妮成為第一位被聘請的辯護律師及第二位女性。
  - 這季的最後一集如第三季一般，只播放了一小時。
  - 本集內容可見這裡。
  - 最後一集的中段，當地突然下雨。

## 外部連結
- 官方網站